# Bellgården

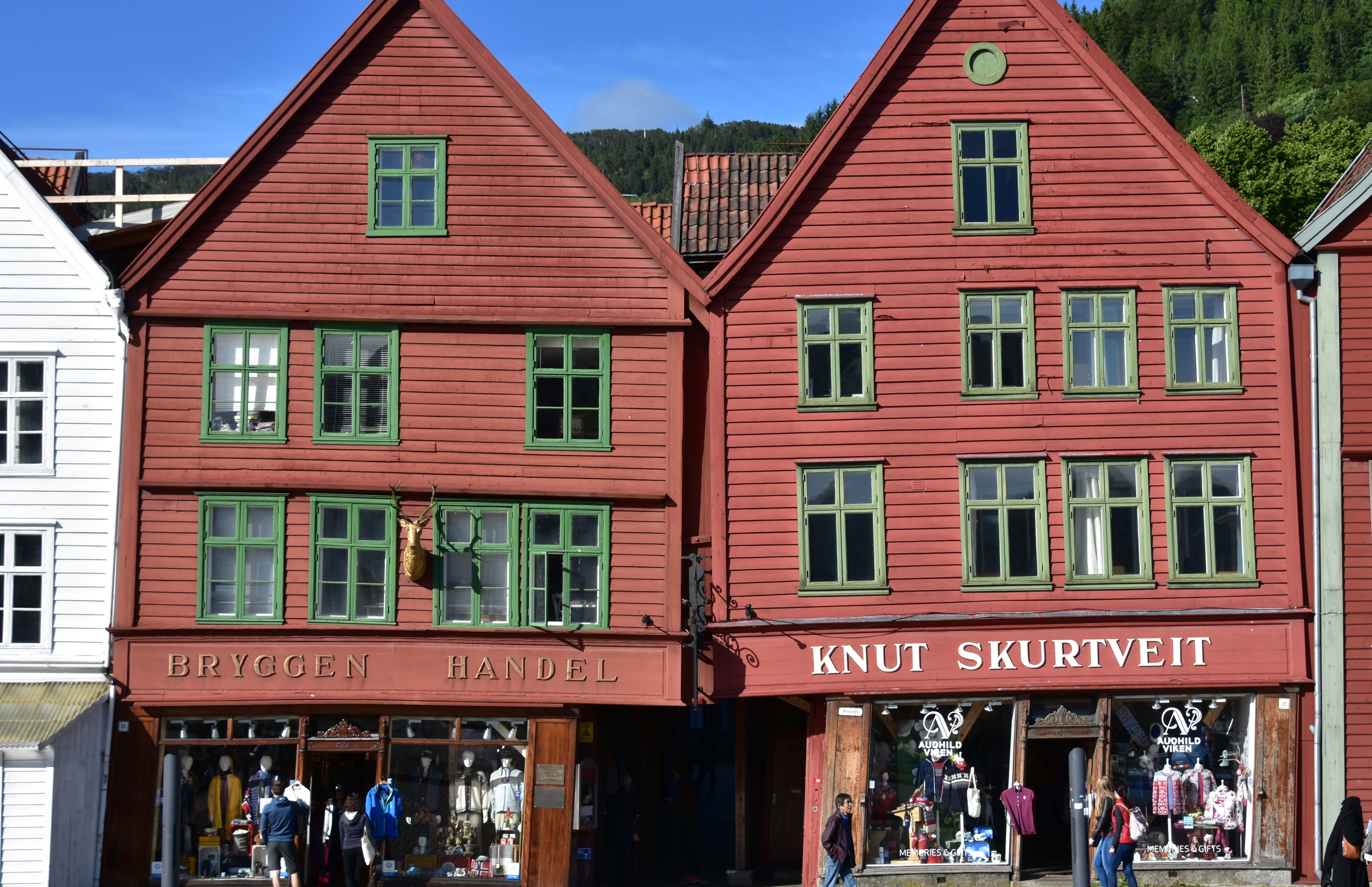
Bellgården (rechts), 2017

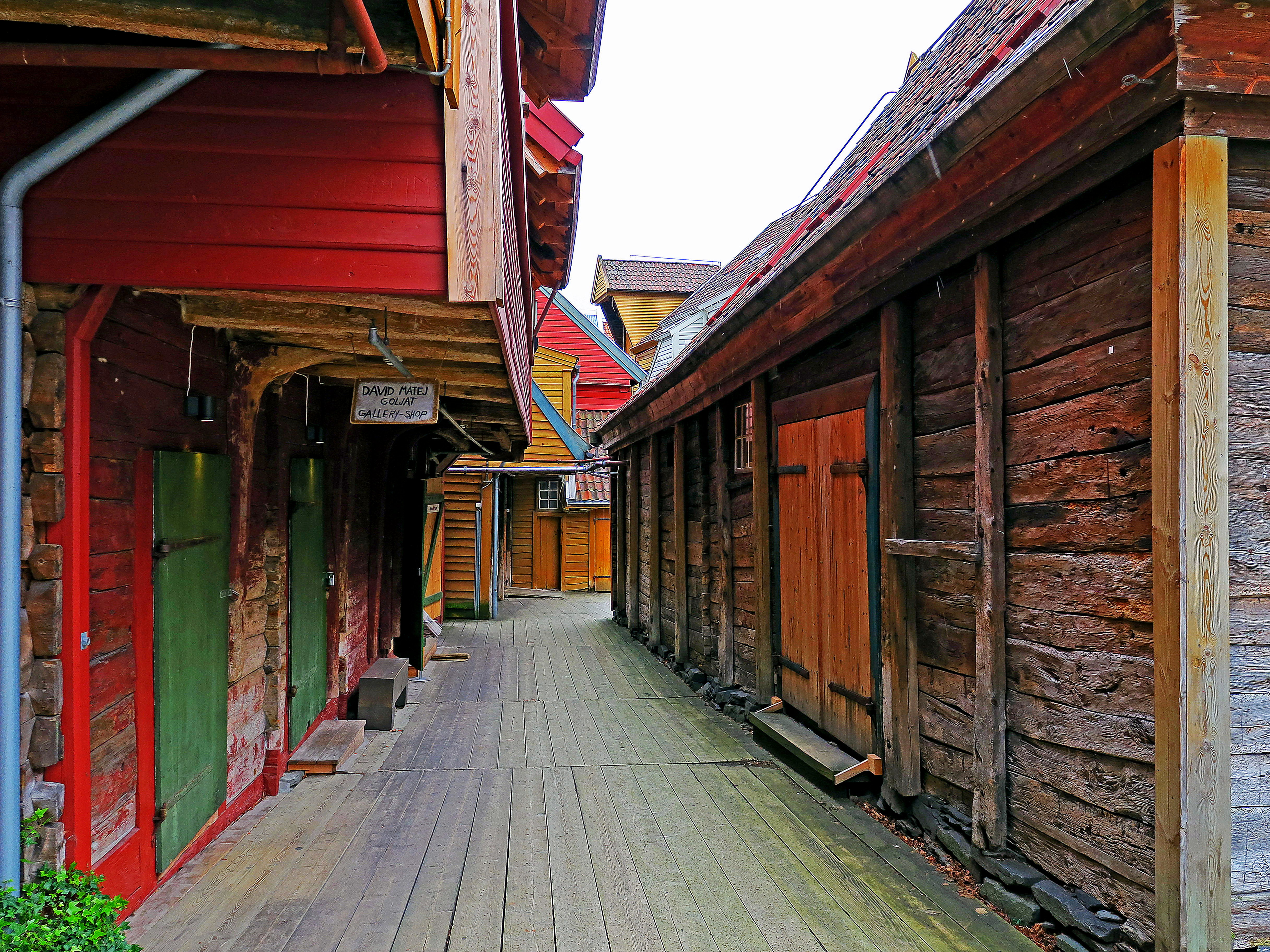
Gang zwischen den Häuserzeilen

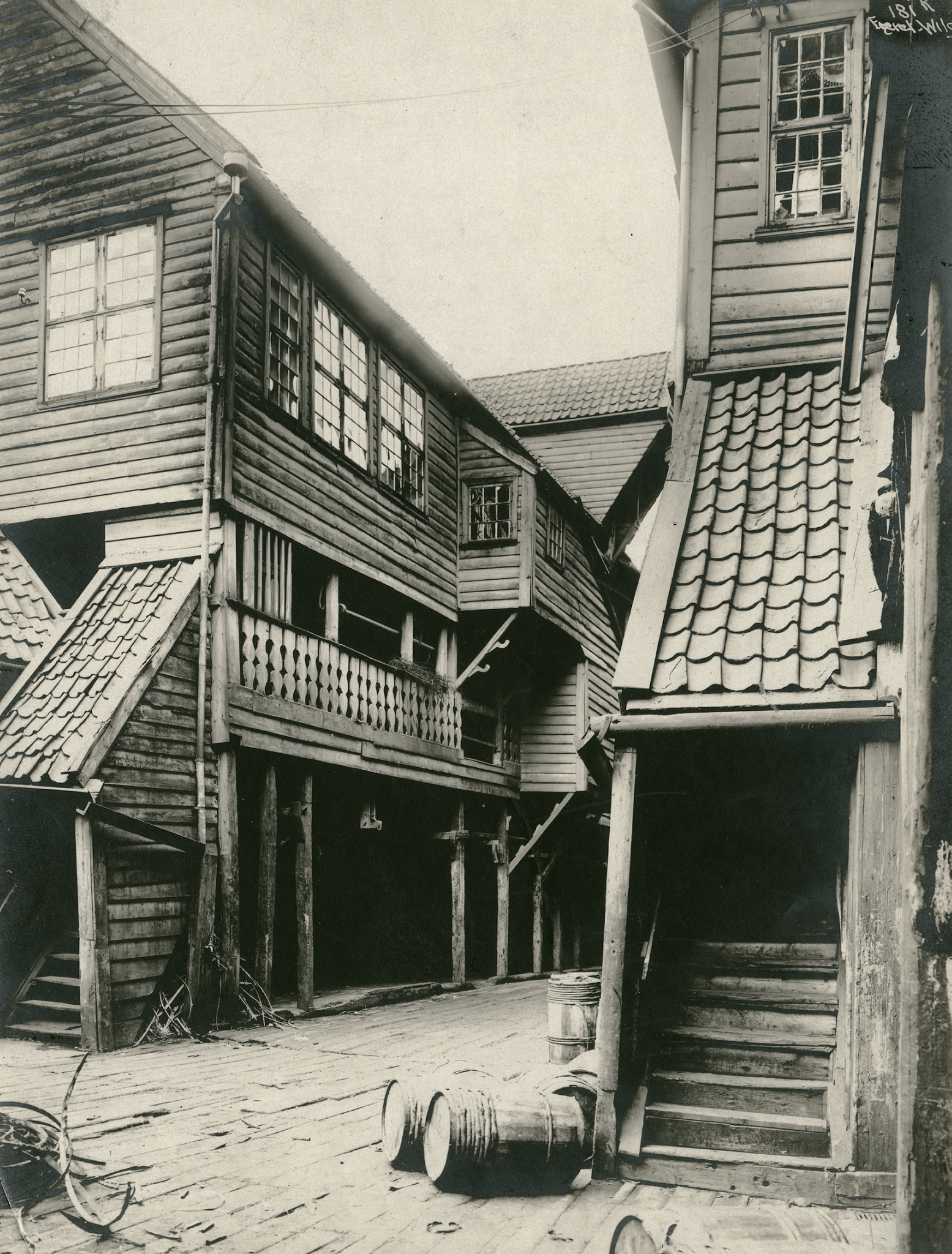
Bellgården, historische Aufnahme

Bellgården ist ein denkmalgeschützter Hof im zum UNESCO-Welterbe gehörenden Viertel Tyskebryggen in der norwegischen Stadt Bergen. 

## Lage
Bellgården liegt nahe am südöstlichen Ende Tyskebryggens, an der Adresse Tyskebryggen 21, nahe der Kaikante am Hafen Vågen und zieht sich von dort langgestreckt als doppelte Häuserzeile in nordöstliche Richtung. Nordwestlich grenzt der Hof Jacobsfjorden an, mit dem der Bellgården eine doppelte Häuserzeile bildet. Die Ausdehnung des Doppelhofs wird nach hinten breiter. Im hinteren Teil befindet sich dann in der Mitte des Doppelhofs mit der Mittbygningene eine dritte Häuserzeile.

## Geschichte und Architektur
Die heutige Anlage geht auf das Jahr 1702 zurück, als die Gebäude nach einem Brand neu errichtet wurden.
Die Bebauung besteht aus langgestreckten zwei- bis dreigeschossigen Fachwerkhäusern. Zum Kai hin sind die dort dreigeschossigen Häuser giebelständig ausgerichtet und verfügen über rot gestrichene Holzfassaden. Die dortigen Grünen Holzfenster stammen vermutlich aus dem 20. Jahrhundert. Eines der Häuser verfügt im Giebel über eine runde Luke. Seit dem 19. Jahrhundert besteht zum Kai hin eine Ladenfront. Die heutige Gestaltung des südlichen (rechten) Hauses geht auf die Zeit um 1930 zurück. Die Front verfügt über große Glasscheiben. Die Eingangstür ist im Stil der Neorenaissance gestaltet. Oberhalb des Ladens befindet sich über die gesamte Breite des Hauses eine glatte Fläche, auf der sich in großen gelben Buchstaben im Flachrelief der Firmenname Knut Skurtveit befindet.
Das dahinter befindliche ursprünglich dreigeschossige Haus wurde beim Brand im Holmedalsgården im Jahr 1958 beschädigt, wodurch das dritte Stockwerk seitdem fehlt. An das Haus ist ein eingeschossiger Anbau mit Satteldach angefügt, wobei das Dachgeschoss zum Durchgang hin auskragt. Nach einer kleinen Lücke schließt sich ein zweigeschossiges Gebäude mit Walm- und Satteldach an. Am westlichen Giebel besteht eine überdachte Treppe.
Zum nordwestlich angrenzenden Hof Jacobsfjorden besteht eine einfache schmucklose Öffnung. 

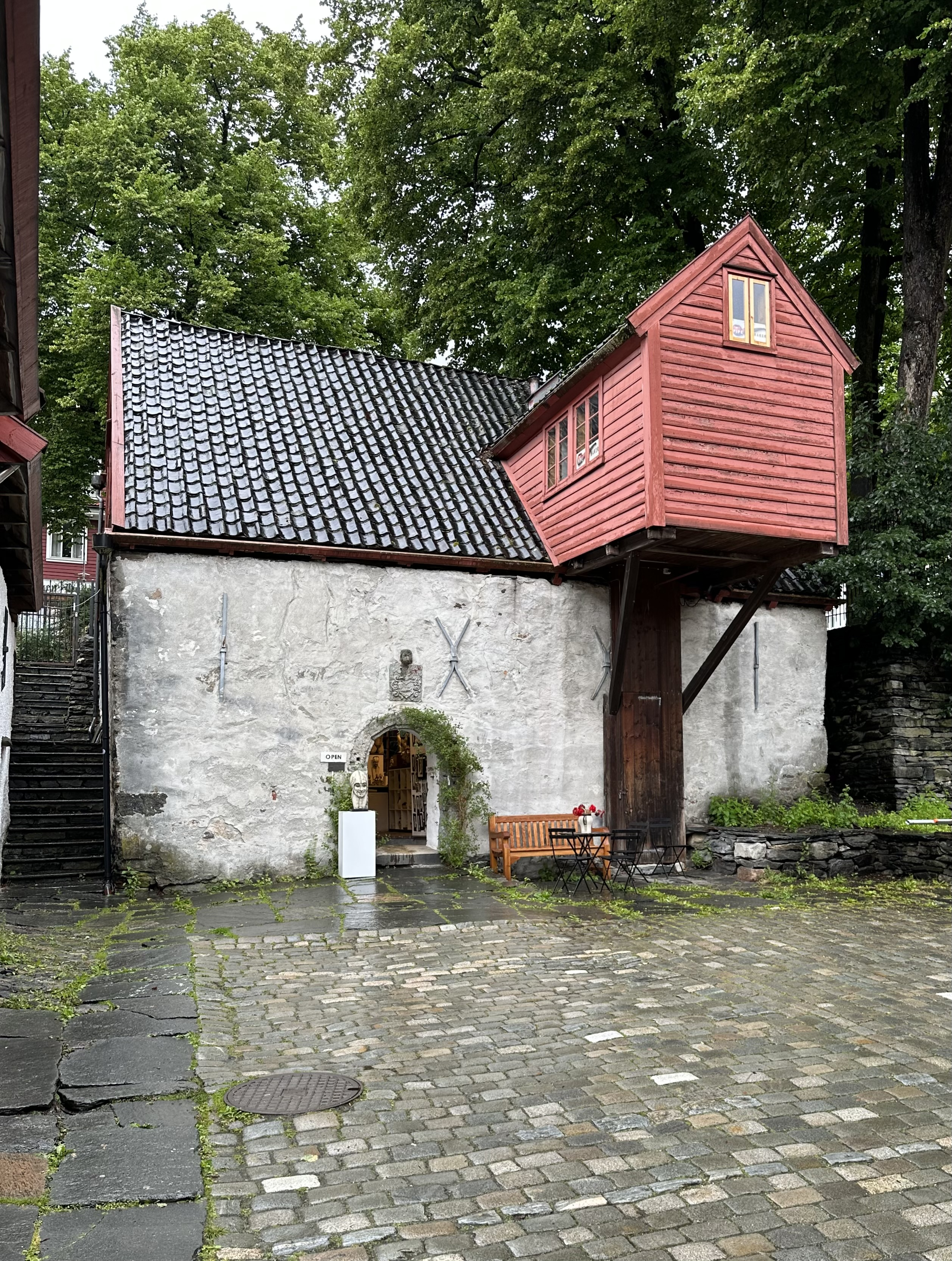
Massivbau am nordöstlichen Ende, 2023

Mit etwas Abstand zum nordöstlichen Ende der Häuserreihen steht ein Gebäude in massiver Bauweise. Oberhalb der auf der Westseite befindlichen rundbogigen Tür ist eine Wappendarstellung mit Initialen und der Jahreszahl 1711 angebracht. Außerdem befindet sich dort die Skulptur eines Kopfes, der wohl ursprünglich aus einer mittelalterlichen Kirche stammt. Am Haus befinden sich mehrere stählerne Wandanker in I- und X-Form aus jüngerer Zeit. Bedeckt ist der Bau mit einem Satteldach, dessen First in Nord-Süd-Richtung ausgerichtet ist. Das zuvor direkt davor in Verbindung zu den Häuserzeilen befindliche Gebäude, wurde 1967 im Zusammenhang mit der Schaffung einer Brandgasse abgerissen. Erhalten blieb jedoch die auf der Westseite des Daches ansetzende rot gestrichene Holzbrücke, die von zwei schrägen Stützen gestützt wird.
Nordöstlich des Massivbaus befindet sich ein Garten, der heute Teil einer Parkanlage ist.